# 7
|  | Per a altres significats, vegeu «Nombre set». |

## Naixements
- Drus Cèsar: fill de Germànic i Agripina I.[1]

## Necrològiques
- Atenodor Cananita, filòsof estoic.